# Constantin I. Brătianu (general)
Constantin I. Brătianu (n. 17 septembrie 1844 – d. 6 ianuarie 1910) a fost un general, geodez și cartograf român, membru corespondent al Academiei Române. A fost fiul lui Ioniță și Victoria Brătianu.

## Biografie
Tatăl lui, Ioniță Brătianu, a fost zapciu în plasa Topologul, din 1831 subocârmuitor al aceleiași plăși și reales în 1835. A fost căsătorit cu Luța Izvoranu cu care se pare nu a avut copii. La scurt timp după ce devine văduv (1838) se căsătorește cu fiica unei alte familii înstărite, Victoria Păianu cu care are patru băieți și două fete: Toma (1839 sau 1840), Ion/Ioan/Nică/Niță (1841 sau 1842), Elena, Constantin (1844), Alexandrina și Toma. Ioniță Brătianu moare în 1848.
În 1861-1862 își finalizează studiile școlare, iar la 10 iulie 1862 devine elev la Școala Ostășească din București. Susține cu succes examenele teoretice și practice și la 10 iulie 1864 devine inginer militar și ofițer la arma geniu, primind gradul de sublocotenent.
Este numit comandant de pluton în cadrul Batalionului 2 Geniu și apoi numit comandant de companie. După ce trece pericolul invaziei turcești în 1866 este trimis la Școala Politehnică din Paris, Direcțiunea Cadastrului din Ministerul francez de Finanțe, Observatorul Astronomic din Paris și altele. În perioada decembrie 1866-septembrie 1868 se specializează în lucrări topografice la Școala Militară din Metz.
La 26 septembrie 1868 este înaintat la gradul de locotenent și repartizat la Biroul I (Harta României) din cadrul Statului Major General Francez la care lucrează până în 1869. După aceea, urmează cursurile Școlii Politehnice din Paris concomitent cu specializarea la Observatorul Astronomic din Paris și activitatea din cadrul Serviciului Cadastral al Franței.
Conflictul franco-prusac îl găsește în tabăra de instrucție Mourmelon de la Châalons. După capitularea din ianuarie 1871 a armatei franceze își continuă specializarea la Institutul Geografic din Viena, apoi la Institutul Geografic al Armatei Belgiene din Bruxelles. La sfârșitul anului 1871 revine în Franța fiind detașat la Serviciul Geografic din cadrul Statului Major al Armatei Franceze. Se reîntoarce în țară în primăvara anului 1872.
Între 1893-1906, ca general de brigadă, a condus Depozitul Științific de Război (din 1895 redenumit ca Institutul Geografic al Armatei).